# Vicki Brown
Pour les articles homonymes, voir Brown.
Vicki Brown, nom de scène de Victoria Mary Haseman, née le 23 août 1940 à Liverpool et morte le 16 juin 1991 à Henley-on-Thames d'un cancer, est une chanteuse et choriste britannique. Membre des Vernons Girls et des Breakaways, deux girl groups des années 1960, elle a également participé à de nombreux enregistrements avec des musiciens de renom comme Elton John, George Harrison,  David Gilmour et Roger Waters. Elle a également publié sept albums solo.
Mariée un temps au chanteur Joe Brown, elle est la mère de la chanteuse Sam Brown et de Peter Brown, producteur de disques.

## Biographie
Elle a épousé Joe Brown et, après avoir quitté les Breakaways, elle est restée une chanteuse de session prolifique sous le nom de Vicki Brown. Les Brown ont deux enfants, Samantha et Peter Brown : la première est une auteure-compositrice-interprète à succès, le second un producteur de disques.
En 1972, Joe Brown fonde Brown's Home Brew, qui joue du rock and roll, de la musique country et du gospel et met en vedette sa femme. Ils sortent deux albums, Brown's Home Brew (1972) et Together (1974), sur lesquels ils apparaissent. Elle enregistre également avec sa sœur, Mary Partington, The Seashells, numéro 32 du classement des singles britanniques en septembre 1972, avec Maybe I Know (enregistrée à l'origine en 1964 par Lesley Gore).
En 1973, Vicki enregistre un single avec Stephanie de Sykes sous le nom de The Tree People, intitulé It Happened on a Sunday Morning. 
En 1975, elle joue dans le film Tommy, présenté comme « Infirmière N ° 2 ». Son profil public s'améliore après avoir notamment fourni la voix féminine du numéro de 1976 du Royaume-Uni, No Charge, de J. J. Barrie.  
Vicki sort son premier album solo au Royaume-Uni en 1977, From The Inside le disque est publié par le label Power Exchange Records. 
En 1979, Vicki commence à enregistrer avec le New London Chorale et la popularité du groupe auprès du peuple néerlandais lui ouvre la voie de la célébrité aux Pays-Bas. Elle figure également en tant que soliste dans une série de The Young Matthew Passion : The Young Wolfgang Amadeus Mozart (1986), The Young Verdi (1988) and The Young Beethoven (1990), créées par Tom Parker avec The New London Chorale.
Elle travaille également avec The Kinks, Caravan, Small Faces, George Harrison, David Gilmour, Roger Waters, Bryan Ferry, Robert Palmer, Eric Burdon, Elton John, Jon Lord, ainsi qu'avec sa fille Sam Brown sur son propre album Stop!. Noter aussi sa collaboration avec Pink Floyd sur les tournées de l'album Dark Side of the Moon, et au concert de Knewborth de la tournée A Momentary Lapse of Reason, en compagnie de sa fille Sam Brown. 
Elle meurt d'un cancer du sein le 16 juin 1991 à Henley-on-Thames, à l'âge de 50 ans.

## Discographie

### Choriste
- Muswell Hillbillies - The Kinks (1971)
- Messin' – Manfred Mann's Earth Band (1973)
- Caravan and the New Symphonia – Caravan (1974)
- Another Time, Another Place – Bryan Ferry (1974)
- Rampant – Nazareth (1974)
- Tomorrow Belongs to Me – Sensational Alex Harvey Band (1975)
- Tommy – B. O. du film de Ken Russell (1975)
- Hair of the Dog – Nazareth (1975)
- Pressure Drop – Robert Palmer (1975)
- Come on Over – Olivia Newton-John (1976)
- Let's Stick Together – Bryan Ferry (1976)
- Better by Far – Caravan (1977)
- Playmates - Small Faces - Avec Steve Marriott, Rick Wills, Kenny Jones et Ian McLagan.
- Survivor – Eric Burdon (1977) - Avec Hans-Jürgen Fritz, Alexis Korner, Maggie Bell, P. P. Arnold, etc.
- A Single Man – Elton John (1978)
- Part-Time Love – Elton John (1978 single)
- I Don't Care – Elton John (1978 single)
- Chappo – Roger Chapman (1979)
- Here Comes That Sound Again – Love De Luxe (1979 single)
- Gone Troppo – George Harrison (1982)
- Before I Forget – Jon Lord (1982)
- Cinema – Elaine Paige (1984)
- About Face – David Gilmour (1984)
- Radio K.A.O.S. – Roger Waters (1987)
- You Boyz Make Big Noize – Slade (1987 single)
- Miracle – Willy DeVille (1987)
- Stop! – Sam Brown (1988) - Avec David Gilmour, Pete Btown, Danny Thompson, Charlie Morgan, etc.

### Solo
- From The Inside (1977)
- Vicki Brown (1987)
- Lady of Time (1989)
- About Love and Life (1990)
- The Collection (1993)
- Look at Me (1999)
- Forever (2001)